# Campeonato Mundial de Baloncesto Femenino Sub-19 de 2007
El VII Campeonato Mundial de Baloncesto Femenino Sub-19 (en eslovaco: Majstrovstvá sveta FIBA žien do 19 rokov 2007) se realizó en Bratislava, Eslovaquia, entre el 26 de julio y el 5 de agosto de 2007. El campeonato contó con la participación de 16 selecciones nacionales de baloncesto sub-19, un aumento de cuatro con respecto a la anterior edición.

## Clasificados
| Competición                                      | Fecha                          | Sede                      | Plazas | Equipos clasificados                                       |
| ------------------------------------------------ | ------------------------------ | ------------------------- | ------ | ---------------------------------------------------------- |
| País anfitrión                                   | —                              | —                         | 1      | Eslovaquia                                                 |
| Campeonato FIBA Américas Femenino Sub-18 de 2006 | 28 de junio–2 de julio de 2006 | Colorado Springs          | 4      | Estados Unidos Canadá Argentina Brasil                     |
| Campeonato FIBA Europa Femenino Sub-18 de 2006   | 21–30 de julio de 2006         | Tenerife                  | 5      | España Serbia y Montenegro Suecia República Checa Lituania |
| Campeonato FIBA África Femenino Sub-18 de 2006   | 8–16 de septiembre de 2006     | Cotonú                    | 2      | Malí Costa de Marfil                                       |
| Campeonato FIBA Asia Femenino Sub-18 de 2007     | 29 de enero–5 de febrero de    | Bangkok                   | 3      | China Japón Corea del Sur                                  |
| Campeonato FIBA Oceanía Femenino Sub-18 de 2006  | 1–31 de agosto de 2006         | Australia y Nueva Zelanda | 1      | Australia                                                  |
| Total                                            | Total                          | Total                     | 16     | 16                                                         |

## Organización

### Sedes
| Bratislava | Bratislava        | Bratislava       |
| Bratislava | Sibamac Arena NTC | SH Pasienky      |
| Bratislava | Capacidad: 4 500  | Capacidad: 3 200 |
| Bratislava |                   |                  |

### Sorteo de grupos
El sorteo tuvo lugar el 6 de marzo de 2007 en Bratislava, Eslovaquia. Los grupos quedaron distribuidos de la siguiente forma:
| Grupo A                                       | Grupo B                                       | Grupo C                             | Grupo D                      |
| --------------------------------------------- | --------------------------------------------- | ----------------------------------- | ---------------------------- |
| Argentina Corea del Sur España Eslovaquia (H) | China Costa de Marfil Estados Unidos Lituania | Canadá Japón República Checa Serbia | Australia Brasil Malí Suecia |

### Formato
Fase de grupos
En esta primera fase, los 16 países se dividieron en 4 grupos de 4 equipos cada 1. Se enfrontaron todos contra todos a partido único, y los 3 mejores equipos de cada grupo pasaron a la segunda fase. El peor equipo de cada grupo pasó al cuadro de clasificación del 13.º al 16.º lugar. 
Segunda fase
En esta segunda fase, los equipos se dividieron en dos grupos: el grupo E, con los tres equipos de los grupos A y B; y el grupo F, con los tres equipos de los grupos C y D. Los resultados de la fase de grupos, tanto victorias/derrotas como los puntos, se arrastraron a esta fase.
En estes grupos, de 6 equipos cada uno, los 4 mejores equipos pasaron a cuartos de final, mientras que los últimos 2 equipos pasaron a jugar por los puestos del 9.º al 12.º.
Fase final
Esta fase constó de los cuartos de final, donde los equipos ganadores avanzaron a semifinales, y los equipos perdedores pasaron a jugar por los puestos del 5.º al 8.º; las semifinales; el partido por la medalla de bronce; y la final.

## Fase de grupos
Todos los horarios corresponden al huso horario local (GMT+1).

### Grupo A
| Pos. | Equipo        | PJ | G | P | PF  | PC  | DP  | Pts | Clasificación  |
| ---- | ------------- | -- | - | - | --- | --- | --- | --- | -------------- |
| 1    | Eslovaquia    | 3  | 3 | 0 | 220 | 194 | +26 | 6   | Segunda fase   |
| 2    | España        | 3  | 2 | 1 | 224 | 160 | +64 | 5   | Segunda fase   |
| 3    | Corea del Sur | 3  | 1 | 2 | 191 | 243 | −52 | 4   | Segunda fase   |
| 4    | Argentina     | 3  | 0 | 3 | 187 | 225 | −38 | 3   | Cuadro 13º-16º |

 Fuente: FIBA
Jornada 1
| 26 de julio | Argentina                                                       | 54–67                               | España                                        | Bratislava                  |  |
| 15:45       | Parciales: 9-18, 14-6, 16-18, 15-25                             | Parciales: 9-18, 14-6, 16-18, 15-25 | Parciales: 9-18, 14-6, 16-18, 15-25           |                             |  |
|             | Estadísticas Thomas 21 Castillo, Calandra 5 Castillo, Boquete 2 | Reporte Pts Reb Asts                | Estadísticas 24 Torrens 24 Nicholls Torrens 3 | Pabellón: Sibamac Arena NTC |  |

| 26 de julio | Eslovaquia                                                   | 75–72                                 | Corea del Sur                                   | Bratislava                  |  |
| 18:00       | Parciales: 14-15, 22-15, 19-14, 20-28                        | Parciales: 14-15, 22-15, 19-14, 20-28 | Parciales: 14-15, 22-15, 19-14, 20-28           |                             |  |
|             | Estadísticas Palušná 20 Tetemondová 18 Kovalova, Mincikova 3 | Reporte Pts Reb Asts                  | Estadísticas 22 Kang 9 Lee Y. 4 Park H., Lee Y. | Pabellón: Sibamac Arena NTC |  |

Jornada 2
| 27 de julio | Corea del Sur                               | 80–68                                 | Argentina                                        | Bratislava                  |  |
| 13:30       | Parciales: 15-25, 25-11, 21-22, 19-10       | Parciales: 15-25, 25-11, 21-22, 19-10 | Parciales: 15-25, 25-11, 21-22, 19-10            |                             |  |
|             | Estadísticas Kang 24 Lee Y. 11 Lee E., Go 2 | Reporte Pts Reb Asts                  | Estadísticas 20 Thomas 8 Thomas 4 Zinna, Pesante | Pabellón: Sibamac Arena NTC |  |

| 27 de julio | España                                                 | 57–67                                 | Eslovaquia                                         | Bratislava                  |  |
| 18:00       | Parciales: 18-13, 10-20, 18-13, 11-21                  | Parciales: 18-13, 10-20, 18-13, 11-21 | Parciales: 18-13, 10-20, 18-13, 11-21              |                             |  |
|             | Estadísticas Abalde 12 de la Fuente 6 Ocete, Torrens 3 | Reporte Pts Reb Asts                  | Estadísticas 20 Mincikova 10 Mincikova 5 Slimáková | Pabellón: Sibamac Arena NTC |  |

Jornada 3
| 28 de julio | Corea del Sur                          | 39–100                             | España                                           | Bratislava                  |  |
| 13:30       | Parciales: 6-28, 6-24, 19-22, 8-26     | Parciales: 6-28, 6-24, 19-22, 8-26 | Parciales: 6-28, 6-24, 19-22, 8-26               |                             |  |
|             | Estadísticas Kang 22 Lee Y. 7 Lee E. 3 | Reporte Pts Reb Asts               | Estadísticas 16 Herrera 10 Nicholls 5 Gaby Ocete | Pabellón: Sibamac Arena NTC |  |

| 28 de julio | Argentina                                  | 65–78                                 | Eslovaquia                                     | Bratislava                  |  |
| 18:00       | Parciales: 14-24, 19-15, 18-19, 14-20      | Parciales: 14-24, 19-15, 18-19, 14-20 | Parciales: 14-24, 19-15, 18-19, 14-20          |                             |  |
|             | Estadísticas Thomas 25 Thomas 11 Pesante 5 | Reporte Pts Reb Asts                  | Estadísticas 22 Palušná 18 Palušná 6 Mincikova | Pabellón: Sibamac Arena NTC |  |

### Grupo B
| Pos. | Equipo          | PJ | G | P | PF  | PC  | DP   | Pts | Clasificación  |
| ---- | --------------- | -- | - | - | --- | --- | ---- | --- | -------------- |
| 1    | Estados Unidos  | 3  | 3 | 0 | 286 | 135 | +151 | 6   | Segunda fase   |
| 2    | China           | 3  | 2 | 1 | 211 | 198 | +13  | 5   | Segunda fase   |
| 3    | Lituania        | 3  | 1 | 2 | 182 | 190 | −8   | 4   | Segunda fase   |
| 4    | Costa de Marfil | 3  | 0 | 3 | 107 | 263 | −156 | 3   | Cuadro 13º-16º |

 Fuente: FIBA
Jornada 1
| 26 de julio | China                                      | 67–48                                | Lituania                                                          | Bratislava                  |  |
| 17:30       | Parciales: 21-8, 20-13, 12-17, 14-10       | Parciales: 21-8, 20-13, 12-17, 14-10 | Parciales: 21-8, 20-13, 12-17, 14-10                              |                             |  |
|             | Estadísticas Ding, Zeng 14 Zeng 16 Zeng 16 | Reporte Pts Reb Asts                 | Estadísticas 10 Solopova, Miliauskaitė 13 Jasiunskaitė 1 Solopova | Pabellón: Sibamac Arena NTC |  |

| 26 de julio | Costa de Marfil                                                         | 25–95                             | Estados Unidos                                 | Bratislava                  |  |
| 20:15       | Parciales: 5-30, 5-21, 8-22, 7-22                                       | Parciales: 5-30, 5-21, 8-22, 7-22 | Parciales: 5-30, 5-21, 8-22, 7-22              |                             |  |
|             | Estadísticas K. Kouyate 10 K. Kouyate 9 Kassi, K. Kouyate, M. Kouyate 2 | Reporte Pts Reb Asts              | Estadísticas 17 K. Thomas 12 K. Thomas 4 Lucas | Pabellón: Sibamac Arena NTC |  |

Jornada 2
| 27 de julio | Estados Unidos                                            | 101–60                               | China                                  | Bratislava                  |  |
| 15:45       | Parciales: 25-14, 21-21, 21-22, 34-3                      | Parciales: 25-14, 21-21, 21-22, 34-3 | Parciales: 25-14, 21-21, 21-22, 34-3   |                             |  |
|             | Estadísticas K. Thomas 17 K. Thomas, Baugh 11 J. Thomas 5 | Reporte Pts Reb Asts                 | Estadísticas 12 Zeng 7 Zeng 2 Yang, Wu | Pabellón: Sibamac Arena NTC |  |

| 27 de julio | Lituania                                                 | 84–33                               | Costa de Marfil                                           | Bratislava                  |  |
| 20:15       | Parciales: 14-3, 18-11, 25-12, 27-7                      | Parciales: 14-3, 18-11, 25-12, 27-7 | Parciales: 14-3, 18-11, 25-12, 27-7                       |                             |  |
|             | Estadísticas Vaščiūnaitė 14 Jasiunskaitė 15 Narvičiūtė 3 | Reporte Pts Reb Asts                | Estadísticas 8 M. Kolga, A. Kolga 9 K. Kouyate 3 A. Kolga | Pabellón: Sibamac Arena NTC |  |

Jornada 3
| 28 de julio | China                                      | 84–49                                | Costa de Marfil                                          | Bratislava                  |  |
| 15:45       | Parciales: 25-7, 20-15, 18-16, 21-11       | Parciales: 25-7, 20-15, 18-16, 21-11 | Parciales: 25-7, 20-15, 18-16, 21-11                     |                             |  |
|             | Estadísticas Zeng 21 Cao, Zeng, Wei 8 Wu 5 | Reporte Pts Reb Asts                 | Estadísticas 23 A. Kolga 9 Koné 1 Kassi, Thiam, A. Kolga | Pabellón: Sibamac Arena NTC |  |

| 28 de julio | Estados Unidos                                    | 90–50                                | Lituania                                             | Bratislava                  |  |
| 20:15       | Parciales: 24-15, 33-12, 20-17, 13-6              | Parciales: 24-15, 33-12, 20-17, 13-6 | Parciales: 24-15, 33-12, 20-17, 13-6                 |                             |  |
|             | Estadísticas Wright, Lavender 16 DeHaan 9 Lucas 3 | Reporte Pts Reb Asts                 | Estadísticas 13 Solopova 8 Miliauskaitė 3 Narvičiūtė | Pabellón: Sibamac Arena NTC |  |

### Grupo C
| Pos. | Equipo          | PJ | G | P | PF  | PC  | DP  | Pts | Clasificación  |
| ---- | --------------- | -- | - | - | --- | --- | --- | --- | -------------- |
| 1    | Serbia          | 3  | 3 | 0 | 258 | 223 | +35 | 6   | Segunda fase   |
| 2    | República Checa | 3  | 2 | 1 | 247 | 227 | +20 | 5   | Segunda fase   |
| 3    | Canadá          | 3  | 1 | 2 | 197 | 218 | −21 | 4   | Segunda fase   |
| 4    | Japón           | 3  | 0 | 3 | 252 | 286 | −34 | 3   | Cuadro 13º-16º |

 Fuente: FIBA
Jornada 1
| 26 de julio | Serbia                                            | 79–63                                 | Canadá                                   | Bratislava            |  |
| 15:45       | Parciales: 26-13, 21-20, 21-20, 11-10             | Parciales: 26-13, 21-20, 21-20, 11-10 | Parciales: 26-13, 21-20, 21-20, 11-10    |                       |  |
|             | Estadísticas Milovanović 16 Petrović 8 Petrović 5 | Reporte Pts Reb Asts                  | Estadísticas 12 Ayim 9 Ayim 4 Pilypaitis | Pabellón: SH Pasienky |  |

| 26 de julio | Japón                                       | 91–109                                | República Checa                                   | Bratislava            |  |
| 18:00       | Parciales: 26-29, 17-22, 23-29, 25-29       | Parciales: 26-29, 17-22, 23-29, 25-29 | Parciales: 26-29, 17-22, 23-29, 25-29             |                       |  |
|             | Estadísticas Nakahata 23 Mori 12 Nakahata 3 | Reporte Pts Reb Asts                  | Estadísticas 24 Elhotová 15 Stepanova 5 Bartoňová | Pabellón: SH Pasienky |  |

Jornada 2
| 27 de julio | Canadá                                | 74–72                                | Japón                                         | Bratislava            |  |
| 13:30       | Parciales: 15-17, 22-7, 16-14, 21-34  | Parciales: 15-17, 22-7, 16-14, 21-34 | Parciales: 15-17, 22-7, 16-14, 21-34          |                       |  |
|             | Estadísticas Weigl 25 Ayim 15 Watts 4 | Reporte Pts Reb Asts                 | Estadísticas 19 Fukushi 4 Takahashi 9 Hayashi | Pabellón: SH Pasienky |  |

| 27 de julio | República Checa                                                           | 71–76                                 | Serbia                                              | Bratislava            |  |
| 18:00       | Parciales: 17-29, 17-12, 16-19, 21-16                                     | Parciales: 17-29, 17-12, 16-19, 21-16 | Parciales: 17-29, 17-12, 16-19, 21-16               |                       |  |
|             | Estadísticas Hejdová 26 Hejdová, Elhotová, Šípová 6 Giacintova, Hejdová 4 | Reporte Pts Reb Asts                  | Estadísticas 23 Petrović 11 Milovanović 3 Miljković | Pabellón: SH Pasienky |  |

Jornada 3
| 28 de julio | República Checa                                               | 67–60                                | Canadá                                 | Bratislava            |  |
| 15:45       | Parciales: 11-20, 15-13, 18-21, 23-6                          | Parciales: 11-20, 15-13, 18-21, 23-6 | Parciales: 11-20, 15-13, 18-21, 23-6   |                       |  |
|             | Estadísticas Hejdová 20 Stepanova, Šípová 7 cinco jugadoras 2 | Reporte Pts Reb Asts                 | Estadísticas 15 Bogaard 14 Ayim 4 Ross | Pabellón: SH Pasienky |  |

| 28 de julio | Serbia                                           | 103–89                                | Japón                                      | Bratislava            |  |
| 18:00       | Parciales: 30-12, 17-36, 19-22, 37-19            | Parciales: 30-12, 17-36, 19-22, 37-19 | Parciales: 30-12, 17-36, 19-22, 37-19      |                       |  |
|             | Estadísticas Gobeljic 27 Gobeljic 12 Miljković 3 | Reporte Pts Reb Asts                  | Estadísticas 28 Nakahata 15 Mori 9 Hayashi | Pabellón: SH Pasienky |  |

### Grupo D
| Pos. | Equipo    | PJ | G | P | PF  | PC  | DP  | Pts | Clasificación  |
| ---- | --------- | -- | - | - | --- | --- | --- | --- | -------------- |
| 1    | Australia | 3  | 3 | 0 | 236 | 184 | +52 | 6   | Segunda fase   |
| 2    | Suecia    | 3  | 2 | 1 | 238 | 209 | +29 | 5   | Segunda fase   |
| 3    | Brasil    | 3  | 1 | 2 | 198 | 208 | −10 | 4   | Segunda fase   |
| 4    | Malí      | 3  | 0 | 3 | 183 | 254 | −71 | 3   | Cuadro 13º-16º |

 Fuente: FIBA
Jornada 1
| 26 de julio | Malí                                                 | 70–94                                 | Suecia                                     | Bratislava            |  |
| 13:30       | Parciales: 20-24, 18-30, 16-14, 16-26                | Parciales: 20-24, 18-30, 16-14, 16-26 | Parciales: 20-24, 18-30, 16-14, 16-26      |                       |  |
|             | Estadísticas N. Coulibaly 19 Keita 22 N. Coulibaly 2 | Reporte Pts Reb Asts                  | Estadísticas 30 F. Eldebrink 9 Aili 6 Aili | Pabellón: SH Pasienky |  |

| 26 de julio | Brasil                                       | 51–84                                 | Australia                               | Bratislava            |  |
| 20:15       | Parciales: 12-22, 10-27, 17-18, 12-17        | Parciales: 12-22, 10-27, 17-18, 12-17 | Parciales: 12-22, 10-27, 17-18, 12-17   |                       |  |
|             | Estadísticas Teixeira 11 Colhado 8 Braghin 2 | Reporte Pts Reb Asts                  | Estadísticas 20 George 10 George 4 Hunt | Pabellón: SH Pasienky |  |

Jornada 2
| 27 de julio | Suecia                                                                          | 76–67                                 | Brasil                                                | Bratislava            |  |
| 15:45       | Parciales: 19-19, 18-17, 20-15, 19-16                                           | Parciales: 19-19, 18-17, 20-15, 19-16 | Parciales: 19-19, 18-17, 20-15, 19-16                 |                       |  |
|             | Estadísticas F. Eldebrink 25 F. Eldebrink, Grahn 7 F. Eldebrink, E. Eldebrink 5 | Reporte Pts Reb Asts                  | Estadísticas 16 dos Santos 11 Colhado 2 Brahin, Sousa | Pabellón: SH Pasienky |  |

| 27 de julio | Australia                                        | 80–65                                | Malí                                             | Bratislava            |  |
| 20:15       | Parciales: 22-18, 16-9, 24-16, 18-22             | Parciales: 22-18, 16-9, 24-16, 18-22 | Parciales: 22-18, 16-9, 24-16, 18-22             |                       |  |
|             | Estadísticas Newley, Bishop 13 Manou 11 Martin 4 | Reporte Pts Reb Asts                 | Estadísticas 21 Bagayoko 14 N. Coulibaly 4 Touré | Pabellón: SH Pasienky |  |

Jornada 3
| 28 de julio | Malí                                                       | 48–80                               | Brasil                                                           | Bratislava            |  |
| 13:30       | Parciales: 9-15, 8-21, 11-24, 20-20                        | Parciales: 9-15, 8-21, 11-24, 20-20 | Parciales: 9-15, 8-21, 11-24, 20-20                              |                       |  |
|             | Estadísticas Bagayoko, Touré 12 N. Coulibaly 11 Bagayoko 1 | Reporte Pts Reb Asts                | Estadísticas 13 Brito Santos 8 Caetano de Souza, Colhado Braghin | Pabellón: SH Pasienky |  |

| 28 de julio | Australia                                 | 72–68                                 | Suecia                                                  | Bratislava            |  |
| 20:15       | Parciales: 14-13, 25-17, 16-18, 17-20     | Parciales: 14-13, 25-17, 16-18, 17-20 | Parciales: 14-13, 25-17, 16-18, 17-20                   |                       |  |
|             | Estadísticas George 21 Bishop 11 Bishop 3 | Reporte Pts Reb Asts                  | Estadísticas 23 F. Eldebrink 8 Grahn 1 cuatro jugadoras | Pabellón: SH Pasienky |  |

## Segunda fase

### Grupo E
| Pos. | Equipo         | PJ | G | P | PF  | PC  | DP   | Pts | Clasificación    |
| ---- | -------------- | -- | - | - | --- | --- | ---- | --- | ---------------- |
| 1    | Estados Unidos | 6  | 6 | 0 | 557 | 330 | +227 | 12  | Cuartos de final |
| 2    | Eslovaquia     | 6  | 5 | 1 | 420 | 385 | +35  | 11  | Cuartos de final |
| 3    | España         | 6  | 4 | 2 | 447 | 339 | +108 | 10  | Cuartos de final |
| 4    | Corea del Sur  | 6  | 3 | 3 | 420 | 500 | −80  | 9   | Cuartos de final |
| 5    | China          | 6  | 2 | 4 | 394 | 419 | −25  | 8   | Cuadro 9º-12º    |
| 6    | Lituania       | 6  | 2 | 4 | 355 | 426 | −71  | 8   | Cuadro 9º-12º    |

 Fuente: FIBA
Notas:
1. 1 2  (Grupo B) China 67-48 Lituania

Jornada 1
| 30 de julio | Lituania                                                   | 46–74                                | Eslovaquia                                              | Bratislava                                                |  |
| 18:00       | Parciales: 3-18, 10-17, 10-24, 23-15                       | Parciales: 3-18, 10-17, 10-24, 23-15 | Parciales: 3-18, 10-17, 10-24, 23-15                    |                                                           |  |
|             | Estadísticas Solopova 12 Solopova 7 Solopova, Narvičiūtė 2 | Reporte Pts Reb Asts                 | Estadísticas 14 Pindrochová 8 Krč-Turbová 4 Tetemondová | Pabellón: Sibamac Arena NTC Asistencia: 2000 espectadores |  |

| 30 de julio | Estados Unidos                                | 113–69                                | Corea del Sur                          | Bratislava                  |  |
| 20:15       | Parciales: 33-13, 24-17, 29-24, 27-15         | Parciales: 33-13, 24-17, 29-24, 27-15 | Parciales: 33-13, 24-17, 29-24, 27-15  |                             |  |
|             | Estadísticas Lavender 16 K. Thomas 13 Lucas 6 | Reporte Pts Reb Asts                  | Estadísticas 16 Kang 6 Kim D. 5 Lee E. | Pabellón: Sibamac Arena NTC |  |

| 30 de julio | China                                 | 59–88                                 | España                                        | Bratislava            |  |
| 20:15       | Parciales: 11-21, 16-15, 18-20, 14-32 | Parciales: 11-21, 16-15, 18-20, 14-32 | Parciales: 11-21, 16-15, 18-20, 14-32         |                       |  |
|             | Estadísticas Yuan, Cao Zeng 6 2 Yang  | Reporte Pts Reb Asts                  | Estadísticas 33 Torrens 14 Nicholls 6 Torrens | Pabellón: SH Pasienky |  |

Jornada 2
| 31 de julio | Eslovaquia                                              | 66–61                                 | China                                  | Bratislava                                                |  |
| 18:00       | Parciales: 10-10, 16-19, 25-16, 15-16                   | Parciales: 10-10, 16-19, 25-16, 15-16 | Parciales: 10-10, 16-19, 25-16, 15-16  |                                                           |  |
|             | Estadísticas Palušná 17 Palušná 19 Mincikova, Palušná 3 | Reporte Pts Reb Asts                  | Estadísticas 14 Yang, Cao 8 Cao 4 Yang | Pabellón: Sibamac Arena NTC Asistencia: 2500 espectadores |  |

| 31 de julio | Corea del Sur                                  | 93–81                                 | Lituania                                                             | Bratislava            |  |
| 18:00       | Parciales: 21-24, 23-14, 31-28, 18-15          | Parciales: 21-24, 23-14, 31-28, 18-15 | Parciales: 21-24, 23-14, 31-28, 18-15                                |                       |  |
|             | Estadísticas Kang 41 Kim J. 7 Lee E., Kim D. 7 | Reporte Pts Reb Asts                  | Estadísticas 26 Miliauskaitė 17 Rickevičiūtė 3 Vaščiūnaitė, Solopova | Pabellón: SH Pasienky |  |

| 31 de julio | España                                      | 66–74                                 | Estados Unidos                                | Bratislava                                                |  |
| 20:15       | Parciales: 20-23, 17-14, 15-15, 14-22       | Parciales: 20-23, 17-14, 15-15, 14-22 | Parciales: 20-23, 17-14, 15-15, 14-22         |                                                           |  |
|             | Estadísticas Torrens 18 Nicholls 13 Ocete 4 | Reporte Pts Reb Asts                  | Estadísticas 28 Lavender 13 Lavender 7 Wright | Pabellón: Sibamac Arena NTC Asistencia: 2000 espectadores |  |

Jornada 3
| 1 de agosto | China                                 | 63–67                                 | Corea del Sur                             | Bratislava                  |  |
| 13:30       | Parciales: 18-13, 14-19, 17-19, 14-16 | Parciales: 18-13, 14-19, 17-19, 14-16 | Parciales: 18-13, 14-19, 17-19, 14-16     |                             |  |
|             | Estadísticas Wu 13 Liu 9 Cao 3        | Reporte Pts Reb Asts                  | Estadísticas 20 Kang, Bae 11 Lee Y. 6 Bae | Pabellón: Sibamac Arena NTC |  |

| 1 de agosto | Lituania                                                                      | 46–69                                | España                                                              | Bratislava                  |  |
| 15:45       | Parciales: 11-18, 4-15, 17-12, 14-24                                          | Parciales: 11-18, 4-15, 17-12, 14-24 | Parciales: 11-18, 4-15, 17-12, 14-24                                |                             |  |
|             | Estadísticas Solopova 15 Rickevičiūtė 9 Vaščiūnaitė, Miliauskaitė, Narvičiūtė | Reporte Pts Reb Asts                 | Estadísticas 15 Abalde, Herrera 7 Bokesa, Abalde 5 Sinyol i Gispert | Pabellón: Sibamac Arena NTC |  |

| 1 de agosto | Estados Unidos                                 | 84–60                                | Eslovaquia                                             | Bratislava                                                |  |
| 18:00       | Parciales: 25-17, 24-17, 22-20, 13-6           | Parciales: 25-17, 24-17, 22-20, 13-6 | Parciales: 25-17, 24-17, 22-20, 13-6                   |                                                           |  |
|             | Estadísticas Moore 24 Lavender 11 Lechlitner 5 | Reporte Pts Reb Asts                 | Estadísticas 21 Palušná 7 Palušná 3 Slimáková, Palušná | Pabellón: Sibamac Arena NTC Asistencia: 3200 espectadores |  |

### Grupo F
| Pos. | Equipo          | PJ | G | P | PF  | PC  | DP  | Pts | Clasificación    |
| ---- | --------------- | -- | - | - | --- | --- | --- | --- | ---------------- |
| 1    | Serbia          | 6  | 6 | 0 | 465 | 386 | +79 | 12  | Cuartos de final |
| 2    | Australia       | 6  | 5 | 1 | 448 | 382 | +66 | 11  | Cuartos de final |
| 3    | Suecia          | 6  | 4 | 2 | 435 | 383 | +52 | 10  | Cuartos de final |
| 4    | República Checa | 6  | 3 | 3 | 474 | 462 | +12 | 9   | Cuartos de final |
| 5    | Brasil          | 6  | 2 | 4 | 402 | 444 | −42 | 8   | Cuadro 9º-12º    |
| 6    | Canadá          | 6  | 1 | 5 | 371 | 433 | −62 | 7   | Cuadro 9º-12º    |

 Fuente: FIBA
Jornada 1
| 30 de julio | Australia                                 | 70–55                                 | Canadá                                | Bratislava                  |  |
| 13:30       | Parciales: 13-13, 25-16, 12-14, 20-12     | Parciales: 13-13, 25-16, 12-14, 20-12 | Parciales: 13-13, 25-16, 12-14, 20-12 |                             |  |
|             | Estadísticas George 16 George 10 Ebzery 3 | Reporte Pts Reb Asts                  | Estadísticas 10 Ross 12 Ross 3 Burke  | Pabellón: Sibamac Arena NTC |  |

| 30 de julio | Brasil                                                      | 57–82                                | Serbia                                                                 | Bratislava                  |  |
| 15:45       | Parciales: 6-19, 18-21, 19-18, 14-24                        | Parciales: 6-19, 18-21, 19-18, 14-24 | Parciales: 6-19, 18-21, 19-18, 14-24                                   |                             |  |
|             | Estadísticas dos Santos 19 dos Santos 15 cuatro jugadoras 1 | Reporte Pts Reb Asts                 | Estadísticas 20 Milovanović 6 Matović, Milovanović 3 Roglić, Miljković | Pabellón: Sibamac Arena NTC |  |

| 30 de julio | Suecia                                                            | 78–64                                 | República Checa                                                   | Bratislava            |  |
| 18:00       | Parciales: 15-14, 16-18, 15-11, 32-21                             | Parciales: 15-14, 16-18, 15-11, 32-21 | Parciales: 15-14, 16-18, 15-11, 32-21                             |                       |  |
|             | Estadísticas F. Eldebrink 24 Grahn 9 Aili, E. Eldebrink, Edlund 3 | Reporte Pts Reb Asts                  | Estadísticas 15 Hejdová, Elhotová 7 Bartoňová, Šípová 4 Bartoňová | Pabellón: SH Pasienky |  |

Jornada 2
| 31 de julio | Canadá                               | 70–75                                | Brasil                                              | Bratislava                  |  |
| 18:00       | Parciales: 17-6, 11-24, 22-14, 20-31 | Parciales: 17-6, 11-24, 22-14, 20-31 | Parciales: 17-6, 11-24, 22-14, 20-31                |                             |  |
|             | Estadísticas Ayim 16 Ross 13 Watts 4 | Reporte Pts Reb Asts                 | Estadísticas 20 Sousa Silva 9 Colhado 6 Sousa Silva | Pabellón: Sibamac Arena NTC |  |

| 31 de julio | Serbia                                                        | 61–49                                 | Suecia                                                               | Bratislava                  |  |
| 15:45       | Parciales: 15-11, 13-11, 18-15, 15-12                         | Parciales: 15-11, 13-11, 18-15, 15-12 | Parciales: 15-11, 13-11, 18-15, 15-12                                |                             |  |
|             | Estadísticas Miljković 16 Milovanović, Gobeljic 7 Miljković 4 | Reporte Pts Reb Asts                  | Estadísticas 16 Halvarsson 5 Hamilton-Carter, Halvarsson 2 Eldebrink | Pabellón: Sibamac Arena NTC |  |

| 31 de julio | República Checa                                  | 79–85                                 | Australia                                          | Bratislava            |  |
| 20:15       | Parciales: 14-17, 26-20, 20-23, 19-25            | Parciales: 14-17, 26-20, 20-23, 19-25 | Parciales: 14-17, 26-20, 20-23, 19-25              |                       |  |
|             | Estadísticas Ovsíková 17 Stepanova 10 Elhotová 2 | Reporte Pts Reb Asts                  | Estadísticas 20 George 13 Bishop 1 cinco jugadoras | Pabellón: SH Pasienky |  |

Jornada 3
| 1 de agosto | Suecia                                                              | 70–49                                 | Canadá                                | Bratislava            |  |
| 13:30       | Parciales: 20-11, 22-15, 14-11, 14-12                               | Parciales: 20-11, 22-15, 14-11, 14-12 | Parciales: 20-11, 22-15, 14-11, 14-12 |                       |  |
|             | Estadísticas Ydeström 12 Johansson 5 Aili, Ydeström, E. Eldebrink 3 | Reporte Pts Reb Asts                  | Estadísticas 10 Ayim 8 Ayim 3 Burke   | Pabellón: SH Pasienky |  |

| 1 de agosto | Brasil                                                                       | 72–84                                 | República Checa                               | Bratislava            |  |
| 15:45       | Parciales: 18-24, 16-16, 12-24, 26-20                                        | Parciales: 18-24, 16-16, 12-24, 26-20 | Parciales: 18-24, 16-16, 12-24, 26-20         |                       |  |
|             | Estadísticas Sousa Silva, Brito Santos, dos Santos 14 dos Santos 9 Braghin 4 | Reporte Pts Reb Asts                  | Estadísticas 23 Elhotová 11 Šípová 6 Ovsíková | Pabellón: SH Pasienky |  |

| 1 de agosto | Australia                                | 57–64                                 | Serbia                                                                     | Bratislava            |  |
| 18:00       | Parciales: 18-16, 17-12, 10-17, 12-19    | Parciales: 18-16, 17-12, 10-17, 12-19 | Parciales: 18-16, 17-12, 10-17, 12-19                                      |                       |  |
|             | Estadísticas Bishop 14 Bishop 9 Ebzery 3 | Reporte Pts Reb Asts                  | Estadísticas 23 Milovanović 9 Milovanović 2 Matović, Milovanović, Gobeljic | Pabellón: SH Pasienky |  |

## Partidos de clasificación

### Cuadro por el 13º-16º lugar
|  | Semifinales 13º-16º | Semifinales 13º-16º |       |           | Partido 13º lugar | Partido 13º lugar |  |
|  | 30 de julio         | 30 de julio         |       |           | 31 de julio       | 31 de julio       |  |
|  |                     |                     |       |           |                   |                   |  |
|  |                     |                     |       |           |                   |                   |  |
|  | Argentina           | 73                  |       |           |                   |                   |  |
|  | Argentina           | 73                  |       |           |                   |                   |  |
|  | Costa de Marfil     | 55                  |       |           |                   |                   |  |
|  | Costa de Marfil     | 55                  |       | Argentina | 72                |                   |  |
|  |                     |                     |       | Argentina | 72                |                   |  |
|  |                     |                     | Japón | 74        |                   |                   |  |
|  | Japón               | 87                  | Japón | 74        |                   |                   |  |
|  | Japón               | 87                  |       |           |                   |                   |  |
|  | Malí                | 72                  |       |           | Partido 15º lugar | Partido 15º lugar |  |
|  | Malí                | 72                  |       |           | Partido 15º lugar | Partido 15º lugar |  |
|  |                     |                     |       |           |                   |                   |  |
|  |                     |                     |       |           | Costa de Marfil   | 36                |  |
|  |                     |                     |       |           | Costa de Marfil   | 36                |  |
|  |                     |                     |       |           | Malí              | 63                |  |
|  |                     |                     |       |           | Malí              | 63                |  |
|  |                     |                     |       |           |                   |                   |  |

#### Semifinales del 13º-16º lugar
| 30 de julio | Argentina                                    | 73–55                                | Costa de Marfil                          | Bratislava            |  |
| 13:30       | Parciales: 22-17, 11-17, 21-12, 19-9         | Parciales: 22-17, 11-17, 21-12, 19-9 | Parciales: 22-17, 11-17, 21-12, 19-9     |                       |  |
|             | Estadísticas Boquete 24 Boquete 13 Boquete 3 | Reporte Pts Reb Asts                 | Estadísticas 23 Kolga 13 Kolga 3 Kouyate | Pabellón: SH Pasienky |  |

| 30 de julio | Japón                                         | 87–72                                 | Malí                                                    | Bratislava            |  |
| 18:00       | Parciales: 22-25, 20-12, 26-17, 19-18         | Parciales: 22-25, 20-12, 26-17, 19-18 | Parciales: 22-25, 20-12, 26-17, 19-18                   |                       |  |
|             | Estadísticas Hayashi 26 Fukushi 13 Hayashi 10 | Reporte Pts Reb Asts                  | Estadísticas 25 N. Coulibaly 26 N. Coulibaly 2 Bagayoko | Pabellón: SH Pasienky |  |

#### Partido por el 15º lugar
| 31 de julio | Costa de Marfil                                   | 32–63                              | Malí                                                | Bratislava            |  |
| 13:30       | Parciales: 7-9, 4-22, 10-18, 11-14                | Parciales: 7-9, 4-22, 10-18, 11-14 | Parciales: 7-9, 4-22, 10-18, 11-14                  |                       |  |
|             | Estadísticas K. Kouyate 17 Komeman 8 K. Kouyate 1 | Reporte Pts Reb Asts               | Estadísticas 19 Bagayoko 10 Touré 2 N. Traoré, Togo | Pabellón: SH Pasienky |  |

#### Partido por el 13º lugar
| 31 de julio | Argentina                                                       | 72–74                                 | Japón                                           | Bratislava            |  |
| 15:45       | Parciales: 14-20, 16-21, 22-20, 20-13                           | Parciales: 14-20, 16-21, 22-20, 20-13 | Parciales: 14-20, 16-21, 22-20, 20-13           |                       |  |
|             | Estadísticas González 19 Thomas, Pavicich 11 Thomas, Pavicich 2 | Reporte Pts Reb Asts                  | Estadísticas 23 Nakahata 10 Nakahata 6 Nakahata | Pabellón: SH Pasienky |  |

### Cuadro por el 9º-12º lugar
|  | Semifinales 9º-12º | Semifinales 9º-12º |        |        | Partido 9º lugar  | Partido 9º lugar  |  |
|  | 3 de agosto        | 3 de agosto        |        |        | 4 de agosto       | 4 de agosto       |  |
|  |                    |                    |        |        |                   |                   |  |
|  |                    |                    |        |        |                   |                   |  |
|  | Brasil             | 77                 |        |        |                   |                   |  |
|  | Brasil             | 77                 |        |        |                   |                   |  |
|  | Lituania           | 64                 |        |        |                   |                   |  |
|  | Lituania           | 64                 |        | Brasil | 66                |                   |  |
|  |                    |                    |        | Brasil | 66                |                   |  |
|  |                    |                    | Canadá | 68     |                   |                   |  |
|  | China              | 64                 | Canadá | 68     |                   |                   |  |
|  | China              | 64                 |        |        |                   |                   |  |
|  | Canadá             | 75                 |        |        | Partido 11º lugar | Partido 11º lugar |  |
|  | Canadá             | 75                 |        |        | Partido 11º lugar | Partido 11º lugar |  |
|  |                    |                    |        |        |                   |                   |  |
|  |                    |                    |        |        | Lituania          | 68                |  |
|  |                    |                    |        |        | Lituania          | 68                |  |
|  |                    |                    |        |        | China             | 73                |  |
|  |                    |                    |        |        | China             | 73                |  |
|  |                    |                    |        |        |                   |                   |  |

#### Semifinales del 9º-12º lugar
| 3 de agosto | Brasil                                                                          | 64–77                                 | Lituania                                                               | Bratislava                  |  |
| 09:00       | Parciales: 14-20, 15-21, 16-22, 19-14                                           | Parciales: 14-20, 15-21, 16-22, 19-14 | Parciales: 14-20, 15-21, 16-22, 19-14                                  |                             |  |
|             | Estadísticas Rickevičiūtė 33 Mažeikaitė, Rickevičiūtė 7 Solopova, Povilionytė 2 | Reporte Pts Reb Asts                  | Estadísticas 13 Sousa Silva, Teixeira 9 Caetano de Souza 4 Sousa Silva | Pabellón: Sibamac Arena NTC |  |

| 3 de agosto | China                                 | 64–75                                 | Canadá                                  | Bratislava                  |  |
| 11:15       | Parciales: 19-14, 13-13, 18-24, 14-24 | Parciales: 19-14, 13-13, 18-24, 14-24 | Parciales: 19-14, 13-13, 18-24, 14-24   |                             |  |
|             | Estadísticas Cao 17 Wei 7 Wu 5        | Reporte Pts Reb Asts                  | Estadísticas 22 Bogaard 13 Ayim 5 Burke | Pabellón: Sibamac Arena NTC |  |

#### Partido por el 11º lugar
| 4 de agosto | Lituania                                              | 68–73                                 | China                                                | Bratislava                  |  |
| 09:00       | Parciales: 19-17, 13-19, 19-16, 17-21                 | Parciales: 19-17, 13-19, 19-16, 17-21 | Parciales: 19-17, 13-19, 19-16, 17-21                |                             |  |
|             | Estadísticas Rickevičiūtė 28 Labuckienė 17 Solopova 3 | Reporte Pts Reb Asts                  | Estadísticas 24 Ding 10 Zeng, Zheng 4 Yang, Wu, Yuan | Pabellón: Sibamac Arena NTC |  |

#### Partido por el 9º lugar
| 4 de agosto | Brasil                                                               | 66–68 TE                                           | Canadá                                             | Bratislava                  |  |
| 11:15       | Parciales: 10-11, 19-11, 15-14, 12-20 (T.E.: 10-12                   | Parciales: 10-11, 19-11, 15-14, 12-20 (T.E.: 10-12 | Parciales: 10-11, 19-11, 15-14, 12-20 (T.E.: 10-12 |                             |  |
|             | Estadísticas Teixeira 14 Caetano de Souza 14 Sousa Silva, Teixeira 3 | Reporte Pts Reb Asts                               | Estadísticas 13 Ross 15 Ross 3 Watts               | Pabellón: Sibamac Arena NTC |  |

## Fase final
|  | Cuartos de final | Cuartos de final |                |                | Semifinales | Semifinales |        |            | Final       | Final       |  |
|  | 3 de agosto      | 3 de agosto      |                |                | 4 de agosto | 4 de agosto |        |            | 5 de agosto | 5 de agosto |  |
|  |                  |                  |                |                |             |             |        |            |             |             |  |
|  |                  |                  |                |                |             |             |        |            |             |             |  |
|  | Eslovaquia       | 65               |                |                |             |             |        |            |             |             |  |
|  | Eslovaquia       | 65               |                |                |             |             |        |            |             |             |  |
|  | Suecia           | 68               |                |                |             |             |        |            |             |             |  |
|  | Suecia           | 68               |                | Suecia         | 85          |             |        |            |             |             |  |
|  |                  |                  |                | Suecia         | 85          |             |        |            |             |             |  |
|  |                  |                  | Serbia         | 75             |             |             |        |            |             |             |  |
|  | Serbia           | 74               | Serbia         | 75             |             |             |        |            |             |             |  |
|  | Serbia           | 74               |                |                |             |             |        |            |             |             |  |
|  | Corea del Sur    | 62               |                |                |             |             |        |            |             |             |  |
|  | Corea del Sur    | 62               |                |                |             |             |        | Suecia     | 57          |             |  |
|  |                  |                  |                |                |             |             |        | Suecia     | 57          |             |  |
|  |                  |                  | Estados Unidos | 99             |             |             |        |            |             |             |  |
|  | Estados Unidos   | 85               | Estados Unidos | 99             |             |             |        |            |             |             |  |
|  | Estados Unidos   | 85               |                |                |             |             |        |            |             |             |  |
|  | República Checa  | 66               |                |                |             |             |        |            |             |             |  |
|  | República Checa  | 66               |                | Estados Unidos | 69          |             |        | 3.º puesto | 3.º puesto  |             |  |
|  |                  |                  |                | Estados Unidos | 69          |             |        | 3.º puesto | 3.º puesto  |             |  |
|  |                  |                  | España         | 46             |             |             |        |            |             |             |  |
|  | Australia        | 69               | España         | 46             |             |             | Serbia | 52         |             |             |  |
|  | Australia        | 69               |                |                |             |             | Serbia | 52         |             |             |  |
|  | España           | 72               |                |                |             |             |        |            | España      | 50          |  |
|  | España           | 72               |                |                |             |             |        |            | España      | 50          |  |
|  |                  |                  |                |                |             |             |        |            |             |             |  |

### Cuartos de final
| 3 de agosto | Estados Unidos                                 | 85–66                                 | República Checa                                          | Bratislava                  |  |
| 13:30       | Parciales: 21-23, 21-14, 22-16, 21-13          | Parciales: 21-23, 21-14, 22-16, 21-13 | Parciales: 21-23, 21-14, 22-16, 21-13                    |                             |  |
|             | Estadísticas Lavender 25 DeHaan 11 J. Thomas 4 | Reporte Pts Reb Asts                  | Estadísticas 18 Elhotová 9 Šípová 3 Giacintova, Elhotová | Pabellón: Sibamac Arena NTC |  |

| 3 de agosto | España                                                                     | 72–69                                | Australia                               | Bratislava                  |  |
| 16:30       | Parciales: 10-19, 20-24, 25-7, 17-19                                       | Parciales: 10-19, 20-24, 25-7, 17-19 | Parciales: 10-19, 20-24, 25-7, 17-19    |                             |  |
|             | Estadísticas Abalde, Torrens 22 Abalde 10 Ocete, Carbó i Coloma, Torrens 2 | Reporte Pts Reb Asts                 | Estadísticas 19 Bishop 14 Bishop 5 Hunt | Pabellón: Sibamac Arena NTC |  |

| 3 de agosto | Eslovaquia                                   | 65–68                                | Suecia                                                     | Bratislava                  |  |
| 18:00       | Parciales: 17-23, 17-16, 19-7, 12-22         | Parciales: 17-23, 17-16, 19-7, 12-22 | Parciales: 17-23, 17-16, 19-7, 12-22                       |                             |  |
|             | Estadísticas Palušná 25 Palušná 19 Palušná 3 | Reporte Pts Reb Asts                 | Estadísticas 23 E. Eldebrink 8 F. Eldebrink 6 E. Eldebrink | Pabellón: Sibamac Arena NTC |  |

| 3 de agosto | Corea del Sur                                                 | 62–74                                 | Serbia                                                | Bratislava                  |  |
| 20:15       | Parciales: 19-16, 13-18, 16-18, 14-22                         | Parciales: 19-16, 13-18, 16-18, 14-22 | Parciales: 19-16, 13-18, 16-18, 14-22                 |                             |  |
|             | Estadísticas Kang 20 cuatro jugadoras 3 Lee E., Kang, Park E. | Reporte Pts Reb Asts                  | Estadísticas 15 Ivkovic 13 Ivkovic 5 Matović, Ivkovic | Pabellón: Sibamac Arena NTC |  |

### Cuadro por el 5º-8º lugar
|  | Semifinales 5º-8º | Semifinales 5º-8º |           |            | Partido 5º lugar | Partido 5º lugar |  |
|  | 4 de agosto       | 4 de agosto       |           |            | 5 de agosto      | 5 de agosto      |  |
|  |                   |                   |           |            |                  |                  |  |
|  |                   |                   |           |            |                  |                  |  |
|  | Eslovaquia        | 92                |           |            |                  |                  |  |
|  | Eslovaquia        | 92                |           |            |                  |                  |  |
|  | Corea del Sur     | 66                |           |            |                  |                  |  |
|  | Corea del Sur     | 66                |           | Eslovaquia | 54               |                  |  |
|  |                   |                   |           | Eslovaquia | 54               |                  |  |
|  |                   |                   | Australia | 64         |                  |                  |  |
|  | República Checa   | 66                | Australia | 64         |                  |                  |  |
|  | República Checa   | 66                |           |            |                  |                  |  |
|  | Australia         | 89                |           |            | Partido 7º lugar | Partido 7º lugar |  |
|  | Australia         | 89                |           |            | Partido 7º lugar | Partido 7º lugar |  |
|  |                   |                   |           |            |                  |                  |  |
|  |                   |                   |           |            | Corea del Sur    | 87               |  |
|  |                   |                   |           |            | Corea del Sur    | 87               |  |
|  |                   |                   |           |            | República Checa  | 101              |  |
|  |                   |                   |           |            | República Checa  | 101              |  |
|  |                   |                   |           |            |                  |                  |  |

#### Semifinales del 5º–8º lugar
| 4 de agosto | República Checa                                           | 66–89                | Australia                                     | Bratislava                  |  |
| 13:30       |                                                           |                      |                                               |                             |  |
|             | Estadísticas Stepanova 17 Stepanova 9 Hejdová, Elhotová 3 | Reporte Pts Reb Asts | Estadísticas 25 Bishop 17 Bishop 4 Hunt, Gaze | Pabellón: Sibamac Arena NTC |  |

| 4 de agosto | Eslovaquia                                     | 92–66                | Corea del Sur                          | Bratislava                  |  |
| 15:45       |                                                |                      |                                        |                             |  |
|             | Estadísticas Palušná 20 Palušná 19 Mincikova 3 | Reporte Pts Reb Asts | Estadísticas 27 Kang 8 Lee Y. 4 Lee E. | Pabellón: Sibamac Arena NTC |  |

#### Partido por el 7º lugar
| 5 de agosto | República Checa                              | 101–87                                | Corea del Sur                            | Bratislava                  |  |
| 13:30       | Parciales: 35-17, 24-22, 28-26, 14-22        | Parciales: 35-17, 24-22, 28-26, 14-22 | Parciales: 35-17, 24-22, 28-26, 14-22    |                             |  |
|             | Estadísticas Šípová 24 Šípová 9 Giacintova 7 | Reporte Pts Reb Asts                  | Estadísticas 32 Kang 10 Kim D. 4 Park H. | Pabellón: Sibamac Arena NTC |  |

#### Partido por el 5º lugar
| 5 de agosto | Australia                                       | 64–54                                 | Eslovaquia                                            | Bratislava                  |  |
| 15:45       | Parciales: 16-11, 17-12, 19-18, 12-13           | Parciales: 16-11, 17-12, 19-18, 12-13 | Parciales: 16-11, 17-12, 19-18, 12-13                 |                             |  |
|             | Estadísticas Tolo 16 Kennedy, Bishop 7 Ebzery 4 | Reporte Pts Reb Asts                  | Estadísticas 18 Krč-Turbová 7 Krč-Turbová 5 Mincikova | Pabellón: Sibamac Arena NTC |  |

### Semifinales
| 4 de agosto | Suecia                                                     | 85–75                                 | Serbia                                          | Bratislava                                                |  |
| 18:00       | Parciales: 20-22, 22-20, 14-21, 29-12                      | Parciales: 20-22, 22-20, 14-21, 29-12 | Parciales: 20-22, 22-20, 14-21, 29-12           |                                                           |  |
|             | Estadísticas F. Eldebrink 23 F. Eldebrink 9 E. Eldebrink 6 | Reporte Pts Reb Asts                  | Estadísticas 16 Gobeljic 8 Miljković 4 Petrović | Pabellón: Sibamac Arena NTC Asistencia: 1000 espectadores |  |

| 4 de agosto | Estados Unidos                            | 69–46                                | España                                             | Bratislava                  |  |
| 20:15       | Parciales: 20-14, 12-10, 23-15, 14-7      | Parciales: 20-14, 12-10, 23-15, 14-7 | Parciales: 20-14, 12-10, 23-15, 14-7               |                             |  |
|             | Estadísticas Moore 24 Baugh 9 J. Thomas 4 | Reporte Pts Reb Asts                 | Estadísticas 11 Nicholls 8 de la Fuente 3 Nicholls | Pabellón: Sibamac Arena NTC |  |

### Partido por la medalla de bronce
| 5 de agosto | Serbia                                              | 52–50                                | España                                                     | Bratislava                                                |  |
| 18:00       | Parciales: 14-6, 13-12, 11-14, 14-18                | Parciales: 14-6, 13-12, 11-14, 14-18 | Parciales: 14-6, 13-12, 11-14, 14-18                       |                                                           |  |
|             | Estadísticas Milovanović 17 Petrović 12 Miljković 5 | Reporte Pts Reb Asts                 | Estadísticas 13 Carbó i Coloma 9 Nicholls 2 Carbó i Coloma | Pabellón: Sibamac Arena NTC Asistencia: 1500 espectadores |  |

### Final
| 5 de agosto | Suecia                                                 | 57–99                                | Estados Unidos                                 | Bratislava                                                |  |
| 20:15       | Parciales: 18-33, 15-22, 7-17, 17-27                   | Parciales: 18-33, 15-22, 7-17, 17-27 | Parciales: 18-33, 15-22, 7-17, 17-27           |                                                           |  |
|             | Estadísticas Halvarsson 12 Halvarsson 7 E. Eldebrink 3 | Reporte Pts Reb Asts                 | Estadísticas 19 Moore, Wright 13 Moore 6 Moore | Pabellón: Sibamac Arena NTC Asistencia: 3000 espectadores |  |

| Bandera de Estados Unidos         |
| Campeón Estados Unidos 3.° título |

## Medallero
| Suecia | Estados Unidos | Serbia |

## Clasificación final
| Pos.              | Equipo          | Pts | G-P | PF  | PC  | Dif. |
| ----------------- | --------------- | --- | --- | --- | --- | ---- |
| Medalla de oro    | Estados Unidos  | 18  | 9-0 | 810 | 499 | +311 |
| Medalla de plata  | Suecia          | 15  | 6-3 | 645 | 622 | +23  |
| Medalla de bronce | Serbia          | 17  | 8-1 | 666 | 583 | +83  |
| 4                 | España          | 14  | 5-4 | 615 | 529 | +86  |
| 5                 | Australia       | 16  | 7-2 | 670 | 574 | +96  |
| 6                 | Eslovaquia      | 15  | 6-3 | 631 | 583 | +48  |
| 7                 | República Checa | 13  | 4-5 | 707 | 723 | -16  |
| 8                 | Corea del Sur   | 12  | 3-6 | 635 | 767 | -132 |
| 9                 | Canadá          | 11  | 3-5 | 514 | 563 | -49  |
| 10                | Brasil          | 11  | 3-5 | 545 | 576 | -31  |
| 11                | China           | 11  | 3-5 | 531 | 562 | -31  |
| 12                | Lituania        | 10  | 2-6 | 487 | 576 | -89  |
| 13                | Japón           | 7   | 2-3 | 413 | 430 | -17  |
| 14                | Argentina       | 6   | 1-4 | 332 | 354 | -22  |
| 15                | Malí            | 6   | 1-4 | 318 | 377 | -59  |
| 16                | Costa de Marfil | 5   | 0-5 | 198 | 399 | -201 |

## Premios
| MVP             |
| --------------- |
| Frida Eldebrink |